# Harald Krasser
Harald Krasser (n. 3 octombrie 1906, Sebeș, Alba, România – d. 16 aprilie 1981, Freiburg im Breisgau, Germania) a fost un scriitor de limba germană, editor și traducător originar din România.
A studiat istoria artei și germanistica la Leipzig și Heidelberg.
În perioada 1937-1942 Harald Krasser a fost director la liceul din Cisnădie, denumit în prezent Liceul Teoretic „Gustav Gündisch”.
Din 1937 până în 1939 a redactat revista Klingsor, în care a publicat multe traduceri în germană din limbile română și maghiară.
A mai publicat în ziare ca: Siebenbürgisch-Deutsches Tageblatt, din 1941 Suedostdeutsche Tageszeitung (1935-1944), Neuer Weg (1954-1972), Volkszeitungg, din 1968 Karpatenrundschau (1957-1974), Hermannstädter Zeitung, din 1971 Die Woche (1968-1972), Südostdeutsche Vierteljahresblätter din München (1970-1985).
În 1936 a tradus romanul Baltagul, cu titlul Nechifor Lipans Weib („Nevasta lui Nechifor Lipan”), a cărui apariție a fost interzisă de regimul național-socialist. După 1945 romanul a apărut în RDG și România, cu același titlu.
După 1956 Harald Krasser a lucrat în calitate de colaborator la Institutul de Cercetări Socio-Umane Sibiu, unde s-a ocupat de Istoria literaturii și la revista „Forschungen zur Volks- und Landeskunde”.
Între 1955 și 1963 Krasser a fost profesor titular la Cluj. În această perioadă i-au apărut traducerile romanelor Das Wirtshaus der Ancuta (Hanul Ancuței) de Mihail Sadoveanu și Am Ufer der Vodislava de Gala Galaction.
În 1958 a fost numit profesor de limba și literatura germană la Universitatea Bolyai din Cluj.
Krasser s-a ocupat și de editarea unor scriitori de limbă germană din Transilvania, ca Friedrich Krasser și Dutz Schuster.
În afară de istoria literaturii germane și literatura regională germană, Krasser s-a ocupat și de istoria artei universale.

## Scrieri
- Arthur Coulin, Editura Meridiane, București, 1970  [8]

## Traduceri
- Das Wirtshaus der Ancuta (Hanul Ancuței, de Mihail Sadoveanu), Editura pentru literatură, București
- Nechifor Lipans Weib (Baltagul, de Mihail Sadoveanu), Editura Albert Langen-Müller, München, 1936, 1958; Editura Hoffmann u. Campe, Hamburg, 1949;
- Erinnerungen aus der Kindheit (Amintiri din copilărie, de Ion Creangă), Editura Tineretului, București, 1968
- Märchen (Basme de Ion Creangă), Editura Ion Creangă, București, 1975
- Am Ufer der Vodislava (din Gala Galaction)
- Die Tochter der Alten und die Tochter des Alten (Fata babei și fata moșului, de Ion Creangă), Editura Coresi, București, 2003